# Mary-Louise Parker
Mary-Louise Parker (Fort Jackson katonai bázis, Columbia, 1964. augusztus 2. –) kétszeres Golden Globe-, Primetime Emmy- és kétszeres Tony-díjas amerikai színésznő, író.

## Pályafutása
1990-ben debütált a színpadon Rita szerepében az Előjáték egy csókhoz Broadway-feldolgozásában (mellyel Tony-díjra jelölték). Ezt követően olyan filmekkel vált ismertté, mint a Grand Canyon (1991), a Sült, zöld paradicsom (1991), Az ügyfél (1994), a Lövések a Broadwayn (1994), a Bárhol, bármit, bármikor (1995), az Egy hölgy arcképe (1996) és A teremtő (1997). 2001-ben David Auburn Egy bizonyítás körvonalai című darabjában nyújtott alakításával Tony-díjat nyert legjobb női főszereplő-kategóriában.
2001 és 2006 között az NBC Az elnök emberei című sorozatában Amy Gardner visszatérő szereplőt formálta meg, 2002-ben Primetime Emmy-díjra jelölték legjobb női mellékszereplő (drámasorozat)-kategóriában. A HBO Angyalok Amerikában című minisorozatában Harper Pitt mellékszerepében tűnt fel, mellyel Golden Globe- és Primetime Emmy-díjakat is nyert.
Nagy sikert aratott a címszereplő Nancy Botwin megformálásával a Nancy ül a fűben című, 2005 és 2012 között futó vígjáték-drámasorozatban. Három alkalommal jelölték Primetime Emmy-díjra, mint legjobb női főszereplő (vígjátéksorozat) (2007, 2008, 2009) és a szereppel 2006-ban egy második Golden Globe-díjat is magáénak tudhatott, ezúttal a díj legjobb női főszereplő (vígjáték- vagy zenés sorozat) kategóriájában.
A 2000-es és 2010-es években többek között szerepelt A Spiderwick krónikák (2008), a RED (2010), az R.I.P.D. – Szellemzsaruk (2013), a RED 2. (2013) és a Vörös veréb (2018) című filmekben. 
2007 óta az Esquire magazin számára ír cikkeket. 2015-ben jelentette meg emlékiratait Dear Mr. You címmel.

## Filmográfia

### Film
| Év   | Magyar cím                                              | Eredeti cím                                                | Szerep              | Magyar hang        |
| ---- | ------------------------------------------------------- | ---------------------------------------------------------- | ------------------- | ------------------ |
| 1989 | Életjelek                                               | Signs of Life                                              | Charlotte           |                    |
| 1989 | Hosszútávú kapcsolat                                    | Longtime Companion                                         | Lisa                |                    |
| 1991 | Sült, zöld paradicsom                                   | Fried Green Tomatoes                                       | Ruth Jamison        | Györgyi Anna       |
| 1991 | Grand Canyon                                            | Grand Canyon                                               | Dee                 | Kökényessy Ági     |
| 1993 | Mr. Wonderful                                           | Mr. Wonderful                                              | Rita                | Zsigmond Tamara    |
| 1993 | Csupaszon New Yorkban                                   | Naked in New York                                          | Joanne White        |                    |
| 1994 | Lövések a Broadwayn                                     | Bullets over Broadway                                      | Ellen               | Pápai Erika        |
| 1994 | Az ügyfél                                               | The Client                                                 | Dianne Sway         | Györgyi Anna       |
| 1995 | Vakmerő                                                 | Reckless                                                   | Pooty               |                    |
| 1995 | Bárhol, bármit, bármikor                                | Boys on the Side                                           | Robin Nickerson     | Györgyi Anna       |
| 1996 | Egy hölgy arcképe                                       | The Portrait of a Lady                                     | Henrietta Stackpole | Schell Judit       |
| 1997 | Halálos analízis                                        | Murder In Mind                                             | Caroline Walker     |                    |
| 1997 | A teremtő                                               | The Maker                                                  | Emily Peck rendőr   | Balázs Ági         |
| 1998 | Hazugságok labirintusa                                  | Goodbye Lover                                              | Peggy Blane         |                    |
| 1999 |                                                         | Let the Devil Wear Black                                   | Julia Hirsch        |                    |
| 1999 | Az öt érzék                                             | The Five Senses                                            | Rona                |                    |
| 2002 | A vörös sárkány                                         | Red Dragon                                                 | Molly Graham        | Zakariás Éva       |
| 2002 |                                                         | The Quality of Mercy (rövidfilm)                           | Sarah Richardson    |                    |
| 2002 | A botcsinálta rendező                                   | Pipe Dream                                                 | Toni Edelman        |                    |
| 2004 | A rosszak jobbak                                        | Saved!                                                     | Lillian Cummings    |                    |
| 2004 | A világ legjobb tolvaja                                 | The Best Thief in the World                                | Sue Zaidman         |                    |
| 2006 | Románc és cigaretta                                     | Romance & Cigarettes                                       | Constance Murder    | Kisfalvi Krisztina |
| 2007 | Jesse James meggyilkolása, a tettes a gyáva Robert Ford | The Assassination of Jesse James by the Coward Robert Ford | Zee James           | Kökényessy Ági     |
| 2008 | A Spiderwick krónikák                                   | The Spiderwick Chronicles                                  | Helen Grace         | Györgyi Anna       |
| 2009 | A visszavonuló                                          | Solitary Man                                               | Jordan Karsch       | Bertalan Ágnes     |
| 2010 | Üvöltés                                                 | Howl                                                       | Gail Potter         | Kisfalvi Krisztina |
| 2010 | RED                                                     | Red                                                        | Sarah Ross          | Kökényessy Ági     |
| 2013 | R.I.P.D. – Szellemzsaruk                                | R.I.P.D.                                                   | Mildred Proctor     | Kökényessy Ági     |
| 2013 | RED 2.                                                  | Red 2                                                      | Sarah Ross          | Kökényessy Ági     |
| 2013 | Karácsony Conwayben                                     | Christmas in Conway                                        | Suzy Mayor          | Györgyi Anna       |
| 2014 | Rossz kisfiú                                            | Behaving Badly                                             | Lucy Stevens        | Kökényessy Ági     |
| 2014 |                                                         | Jamesy Boy                                                 | Tracy Burns         |                    |
| 2016 | Nagyvárosi történet                                     | Chronically Metropolitan                                   | Annabel             | Györgyi Anna       |
| 2017 |                                                         | Golden Exits                                               | Gwendolyn           |                    |
| 2018 | Vörös veréb                                             | Red Sparrow                                                | Stephanie Boucher   | Györgyi Anna       |
| 2021 |                                                         | The Same Storm                                             | Roxy                |                    |
| 2023 | Seneca: A földrengések kialakulása                      | Seneca – On the Creation of Earthquakes                    | Agrippina           |                    |
| 2024 |                                                         | Omni Loop                                                  | Zoya Lowe           |                    |
| 2024 | Fakopáncs Frici a nyári táborban                        | Woody Woodpecker Goes to Camp                              | Angie               | Zakariás Éva       |

### Televízió
| Év        | Magyar cím                        | Eredeti cím                          | Szerep                | Megjegyzések                                                |
| --------- | --------------------------------- | ------------------------------------ | --------------------- | ----------------------------------------------------------- |
| 1988      |                                   | Too Young the Hero                   | Pearl Spencer         | tévéfilm                                                    |
| 1994      | Annie otthonra talál              | A Place for Annie                    | Linda Marsten         | tévéfilm                                                    |
| 1995      |                                   | Sugartime                            | Phyllis McGuire       | tévéfilm                                                    |
| 1998      |                                   | Saint Maybe                          | Lucy Dean Bedloe      | tévéfilm                                                    |
| 1998      | A jog vadorzói                    | Legalese                             | Rica Martin           | - tévéfilm - magyar hangja: - Majsai-Nyilas Tünde           |
| 1999      |                                   | The Simple Life of Noah Dearborn     | Dr. Valerie Crane     | tévéfilm                                                    |
| 2000      | Cupido és Kate                    | Cupid & Cate                         | Cate DeAngelo         | - tévéfilm - magyar hangja: - Kisfalvi Krisztina            |
| 2001–2006 | Az elnök emberei                  | The West Wing                        | Amy Gardner           | 23 epizód                                                   |
| 2002      | Kettős ügynök                     | Master Spy: The Robert Hanssen Story | Bonnie Hanssen        | tévéfilm                                                    |
| 2003      | Angyalok Amerikában               | Angels in America                    | Harper Pitt           | minisorozat (6 epizód)                                      |
| 2004      |                                   | Miracle Run                          | Corrine Morgan-Thomas | tévéfilm                                                    |
| 2005      |                                   | Vinegar Hill                         | Ellen Grier           | tévéfilm                                                    |
| 2005–2012 | Nancy ül a fűben                  | Weeds                                | Nancy Botwin          | - főszereplő (102 epizód) - magyar hangja: - Kökényessy Ági |
| 2007      | Rabló menyasszony                 | The Robber Bride                     | Zenia Arden           | tévéfilm                                                    |
| 2014      | Feketelista                       | The Blacklist                        | Naomi Hyland          | 4 epizód                                                    |
| 2017      |                                   | When We Rise                         | Roma Guy              | 7 epizód                                                    |
| 2017      | Milliárdok nyomában               | Billions                             | George Minchak        | 2 epizód                                                    |
| 2017      | Mr. Mercedes                      | Mr. Mercedes                         | Janey Patterson       | 6 epizód                                                    |
| 2021      | Colin Kaepernick: Feketén-fehéren | Colin in Black & White               | Teresa Kaepernick     | minisorozat (6 epizód)                                      |
| 2024      |                                   | The Gray House                       | Eliza Van Lew         | 1 epizód                                                    |

## Fordítás
- Ez a szócikk részben vagy egészben  a   Mary-Louise Parker című angol Wikipédia-szócikk ezen változatának fordításán alapul.  Az eredeti cikk szerkesztőit annak laptörténete sorolja fel. Ez a jelzés csupán a megfogalmazás eredetét és a szerzői jogokat jelzi, nem szolgál a cikkben szereplő információk forrásmegjelöléseként.